# Adrian Mihalcea
Adrian Dumitru Mihalcea, né le 24 mai 1976 à Slobozia (Roumanie), est un footballeur international roumain, qui évoluait au poste d'attaquant.
Mihalcea n'a marqué aucun but lors de ses seize sélections avec l'équipe de Roumanie entre 1998 et 2003. 
Adrian Mihalcea fut un joueur culte de la série des jeux vidéo Championship Manager de 1998/1999 à 2001/2002.

## Palmarès

### En équipe nationale
- 16 sélections et 0 but avec l'équipe de Roumanie entre 1998 et 2003.

### Avec le Dinamo Bucarest
- Champion de Roumanie en 2000 et 2002.
- Vainqueur de la Coupe de Roumanie en 2000, 2001 et 2005.

## Parcours d'entraîneur
- juil. 2013-mars 2015 :  Unirea Slobozia
- mars 2015-juin 2015 :  ACS Berceni
- jan. 2016-juin 2017 :  FC Dunărea Călărași
- juin 2017-sep. 2017 :  Fotbal Club UTA Arad
- sep. 2017 :  CS Mioveni
- mars 2020-juil. 2020 :  FC Dinamo Bucarest
- déc. 2020-juin 2022 :  Unirea Slobozia
- juin 2022-sep. 2022 :  AFC Chindia Târgoviște
- oct. 2022-juin 2023 :  FC Gloria Buzău
- juin 2023-juin 2025 :  Unirea Slobozia
- depuis juin 2025 :  FC UTA Arad